# Berwangen (Dettighofen)
Berwangen ist ein Ortsteil der Gemeinde Dettighofen im Landkreis Waldshut in Baden-Württemberg.

## Lage und Verkehrsanbindung
Der Ort liegt östlich des Kernortes Dettighofen an der Kreisstraße K 6578, nördlich des Ortes verläuft die Landesstraße L 163. Unweit östlich und südlich des Ortes verläuft die Staatsgrenze zur Schweiz. 